# Lycée français Alexandre-Yersin
Pour les articles homonymes, voir Alexandre Yersin et Yersin.
Le lycée français Alexandre-Yersin (LFAY) est un établissement scolaire français à l'étranger situé à Hanoï, au Vietnam.
L'établissement est placée sous la gestion directe de l'Agence pour l'enseignement français à l'étranger (AEFE), sous la tutelle du ministère de l'Europe et des Affaires étrangères. Il est rattaché, notamment pour l'inspection du corps professoral et la délivrance des diplômes du brevet et du baccalauréat français, au rectorat de l'académie de Montpellier.
Accueillant 1023 élèves de la petite section à la terminale en 2020-2021, l'établissement est reconnu pour son niveau d'exigence et des résultats excellents au baccalauréat, avec de 95 à 100% de taux de réussite et 75 à 100% de mentions. Les anciens élèves du lycée intègrent de prestigieuses universités, classes préparatoires, grandes écoles ou écoles d'arts et d'architecture en France et à l'international.
Il est l'un des deux lycées français internationaux installés au Vietnam, au côté du lycée français international Marguerite-Duras de Hô Chi Minh-Ville.

## Histoire

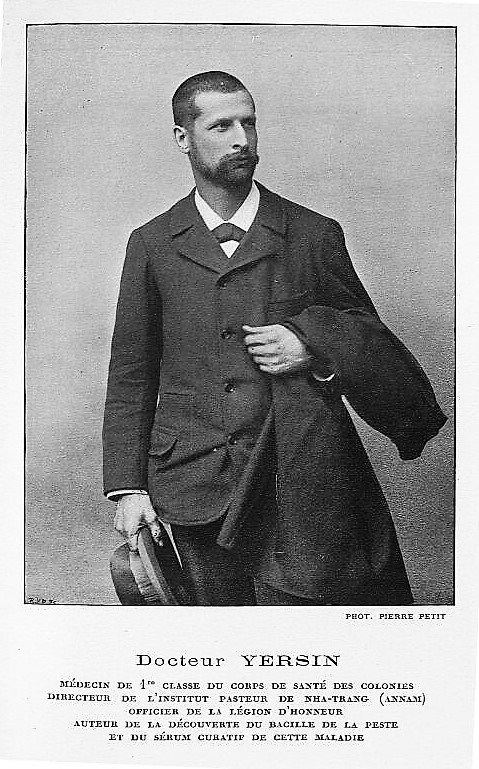
Portrait du jeune Docteur Alexandre Yersin

Le lycée français de Hanoï porte le nom d'Alexandre Yersin (1863-1943), un médecin bactériologiste franco-suisse membre de l'Institut Pasteur. Le scientifique a vécu et travaillé dans l'Indochine française de 1890 à 1943, où il reçut des locaux le surnom affectueux de Monsieur Nam. La découverte déterminante du bacille de la peste qui fit sa renommée a déjà permis pour une première fois de donner son nom en 1935 au Lycée français de Da Lat.
Installé dans les années 1980 dans la capitale du Vietnam, le bâtiment historique du lycée français Alexandre-Yersin de Hanoï se situe au 12 rue Nui Truc, dans le district de Ba Dinh, à proximité de certaines ambassades européennes et anglo-saxonnes. Après l'inauguration du nouveau lycée en 2018, les anciens locaux du 12 rue Nui Truc sont remis aux autorités vietnamiennes qui y ont affecté un établissement scolaire vietnamien.

### Inauguration du nouveau lycée en 2018
Face à l'accroissement des demandes d'inscription, un projet de construction d'un nouveau lycée avec des équipements sportifs et artistiques intégrés fut envisagé dès la fin des années 2000. La gestation du projet prit du temps en raison de la difficulté de trouver un terrain convenable à la construction du nouveau bâtiment. Les coûts de construction sont estimés à 12,5 millions d'euros, dont 2 millions d'euros avancés par l'AEFE, 6,5 millions d'euros obtenus grâce à un recours aux avances de France Trésor et remboursés par l'établissement, et 4 millions d'euros puisés dans les ressources propres et les fonds de roulement disponibles de l'établissement.
La construction du nouveau bâtiment au nord-est de la ville de Hanoi dans le district de Long Bien fut validée en 2015 par l'AEFE. Il a finalement été inauguré le 3 novembre 2018 par le Premier ministre français Édouard Philippe au cours de son voyage officiel au Vietnam, avec la présence du directeur de l'AEFE Christophe Bouchard. L'ensemble architectural, certifié HQE International par l’organisme Cerway, allie l'usage de matériaux modernes et d'éléments naturels comme les façades en bambou.

## Formation

### Offre pédagogique
Le lycée français Alexandre-Yersin offre un programme éducatif français complet de la petite section de maternelle à la terminale, permettant aux élèves de 3 à 18 ans environ de suivre des programmes d'enseignement français et de se préparer au brevet des collèges au baccalauréat français. L'équipe pédagogique est composée en grande partie d'enseignants détachés du Ministère de l’Éducation nationale et directement payés par l'AEFE, et pour une mineure partie des enseignants recrutés par des contrats locaux.
Les langues vivantes étrangères enseignées sont l'anglais (LVA obligatoire), le vietnamien (LVA obligatoire jusqu'en 3e) et l'allemand, l'espagnol ou le mandarin (LVB au choix). L'enseignement du latin est également offert aux collégiens et lycéens en fonction des demandes.
Le nouveau lycée français dispose de nouvelles installations sportives (piscine, dojo, terrains de football et de rugby...), d'un auditorium pour les conférences et manifestations artistiques, et des espaces de vie bien équipées (foyers des collégiens et lycéens),.

### Réussites aux examens
Avec un taux de réussite au baccalauréat proche ou égal à 100% et un nombre élevé de mentions obtenues, le lycée français Alexandre-Yersin est considéré comme un lycée d'excellence de la zone Asie-Pacifique.
|      | Admission | Mentions | Mention Très Bien | Mention Bien | Mention Assez Bien |
| ---- | --------- | -------- | ----------------- | ------------ | ------------------ |
| 2016 | 100%      | 79,6%    | 43%               | 20%          | 16,6%              |
| 2017 | 95,8%     | 90,8%    | 56%               | 17,4%        | 17,4%              |
| 2018 | 100%      | 75,8%    | 31%               | 27,6%        | 17,2%              |
| 2019 | 100%      | 83,6%    | 43%               | 25%          | 15,6%              |
| 2020 | 100%      | 97%      | 58%               | 15%          | 27%                |
| 2021 | 100%      | 93%      | 40%               | 24%          | 29%                |
| 2022 | 100%      | ?        | 47%               | 33%          | ?                  |
| 2023 | 100%      | 90,6%    | 41,7%             | 25,4%        | 23,5%              |
| 2024 | 100%      | ?        | 41%               | 26%          | ?                  |

À l'issue des résultats du baccalauréat, les têtes de promotion sont régulièrement lauréates des bourses Excellence-Major de l'AEFE qui financent cinq années d'études en France pour les meilleurs bacheliers de nationalité étrangère qui obtiennent le statut de boursier du gouvernement français.

### Alumni
Les élèves du lycée intègrent chaque année des établissements prestigieux en France, que ce soit des universités (Université Paris 1 Panthéon-Sorbonne, Université Paris 2 Panthéon-Assas, Sorbonne-Universités, Université Paris-Dauphine, Université de Lyon 2 Lumière...), des classes préparatoires aux grandes écoles (Lycée Henri IV, Lycée Saint-Geneviève...), des grandes écoles (HEC, ESSEC, Sciences Po Paris, INSA Lyon, ESTP...) ou des écoles d'arts et d'architecture (Les Gobelins, École nationale supérieure d'architecture de Paris). De nombreux anciens élèves sont également admis dans d'excellentes universités à l'international (McGill University, Princeton University, Columbia University, New York University, King's College London...).
Le réseau des anciens élèves du lycée est actif via son association dédiée - LFAY Alumni, elle-même participante au réseau des Anciens des Lycées Français du Monde (ALFM). Il entretient un échange actif avec les élèves futurs bacheliers grâce à la plate-forme Agora développée par l'AEFE.